# Сов, Усман (футболист)
Усман Сов (фр. Ousmane Sow; род. 20 октября 2000, Дакар) — сенегальский футболист, полузащитник клуба «Диараф». Выступал в национальной сборной Сенегала.

## Карьера

### «Метта»
В июле 2018 года футболист стал игроком сенегальского клуба  «Генерейшен Фут», вместе с которым в своём дебютном сезоне стал победителем Премьер Лиги, в последствии приняв участие в Лиге чемпионов КАФ и Кубке Конфедерации КАФ. В феврале 2023 года футболист проходил просмотр в латвийском клубе «Метта». В марте 2023 года футболист официально присоединился к клубу, подписав контракт до конца 2024 года. Дебютировал за клуб футболист 18 марта 2023 года против клуба «Ауда», выйдя на поле в стартовом составе. Первым результативным действием за клуб футболист отличился 2 апреля 2023 года в матче против клуба «Тукумс 2000», отдав голевую передачу. Дебютный гол за клуб футболист забил 7 апреля 2023 года в матче против клуба «Даугавпилс». Футболист на протяжении первой половины сезона закрепился в основной команде клуба, отличившись 3 забитыми голами и 4 результативными передачами. В конце июня 2023 года футболист покинул клуб.

### «Диараф»
В сентябре 2024 года футболист на правах свободного агента присоединился к сенегальскому клубу «Диараф».

## Международная карьера
В июле 2022 года футболист вместе с национальной сборной Сенегала отправился на матчи Кубка КОСАФА. Дебютировал за сборную 13 июля 2022 года в четвертьфинальном матче против сборной Эсватини. 

## Достижения
«Женерасьон Фут»
- Чемпион Сенегала: 2018/19